# Виктория (компания)
Вижте пояснителната страница за други значения на Виктория.
ЗАД „Виктория“ е българска застрахователна компания, създадена през 2002 г. През 2007 г. FATA Insurance, част от Generali Group, придобива мажоритарния дял от дружеството. „Виктория“ се нарежда в топ 10 на най-големите застрахователи в България, както и в топ 50 на застрахователите в Югоизточна Европа.
Изпълнителният директор на компанията Данчо Данчев е председател на Управителния съвет на Асоциацията на българските застрахователи. 
През месец декември 2013 г. е извършена промяна в акционерното участие, като "FATA Assicurazioni Danni S.P.A.”, гр. Рим, Италия е  прехвърлило притежаваните акции от капитала на ЗАД „Виктория“ на Assicurazioni Generali SpA, гр. Триест, Италия.
Застрахователно АД „Виктория“ е част от една от най-големите застрахователни групи в света – Generali Group.

## Надзорен съвет
- Цветан Василев – Председател на Надзорния съвет [5]
- Лучано Чирина – Заместник-председател на Надзорния съвет
- Карло Скиавето – Член на Надзорния съвет
- Вернер Мьортел – Независим член на Надзорния съвет

## Управителен съвет
- Данчо Данчев – председател на Управителния съвет и Изпълнителен директор [6]
- Жанета Джамбазка – заместник-председател на Управителния съвет и Изпълнителен директор
- Юри Копач – член на Управителния съвет и заместник изпълнителен директор
- Евелина Йорданова – член на Управителния съвет
- Аделина Спасова – член на Управителния съвет
- Радослав Димитров – член на Управителния съвет

## Награди и отличия
През 2011 г. председателят на Надзорния съвет на Застрахователно АД „Виктория“ Цветан Василев получава приза „Мистър Икономика“ на сп. „Икономика“ за цялостен принос за развитието на българската икономика. 
През 2012 г. дружеството получава наградата „Най-коректен застраховател при изплащане на застрахователни обезщетения за неимуществени вреди по застраховка „Гражданска отговорност“ в конкурса „Застраховател на годината 2012“.
Като признание за своята дейност ЗАД „Виктория“ се гордее с приза „Любима марка“ за трета поредна година в класацията на българските потребители измежду застрахователни компании и брокери.
За първи път през 2014 г. ЗАД „Виктория“ е отличена за социално отговорното си отношение към спорта и различни спортни инициативи през годините и в подкрепа на беззащитните (социално слаби, деца в неравностойно положение и др.) с приза „Златно сърце“ за цялостна благотворителна дейност в каузата благотворителност.

## Награди за цялостен принос в общото застраховане
През 2012 г. Застрахователно АД „Виктория“ връчва първите Награди за цялостен принос в общото застраховане по „Програма за стимулиране на застрахователните брокери за 2012 година“.